# 病者の塗油

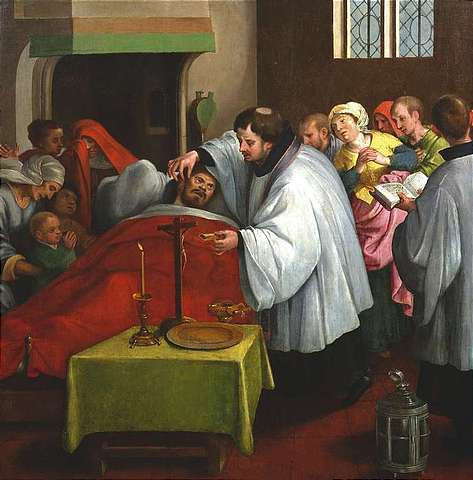
カトリック教会の終油の秘蹟が描かれた絵画（1600年頃）

病者の塗油（びょうしゃのとゆ、ラテン語: unctio infirmorum、英語: anointing of the sick）は、カトリック教会における七つの秘跡の一つ。

## 概要
福音書の中でイエス・キリスト自身が病人をいたわって癒し、（病気の原因と考えられていた）悪霊を追い出した。使徒たちもイエスと同じように病人を癒した。ヤコブ書5章13節から16節では初代教会において、病人が罪の許しを願い、教会の長老たちによってオリーブ油を塗られ、祈りを受けている様子が描かれている。カトリック教会はこの伝統を引き継ぎ、病人の癒しのために聖なる油を塗り、病人のために祈るという儀式を続けてきた。
なお、カトリック教会では新約聖書の『ヤコブの手紙』5:13-16を論拠として、初代教会の時代からこの儀式が行われてきたと見なしている。

## カトリック教会
古代から行われていた病者への塗油は、時が経つにつれて「臨終にある者」に対してのみ行われるようになっていたため、「終油（）の秘蹟」と呼ばれていた。だが、第二バチカン公会議後の1972年には秘跡の由来と本来的な意味の見直しが行われ、対象を「病気や臨終にある者」とし「病者の塗油」という名前に改めた。
秘蹟を行うことができるのは、司教と司祭のみである。額および両手への塗油は、典礼書に規定されている通りに行われなければならない。また、必要な場合には、額または身体の他の部分の一か所に塗油するだけで十分とされる。教区の司教の規定に従い、同時に複数の病者に対しこの秘蹟を行うことも可能である。重大な罪の状態にあり、罪を改めないでいる者には病者の塗油を行ってはならないとされる。
儀式の流れは初めに祈りがあり、聖書の朗読および連願が行われ、中心的な部分である塗油が行われる。次いで聖体拝領と祝福が行われ、儀式が終わる。この聖体拝領は、特に臨終の者にとっては最後の拝領として大きな意味がある。

## キリスト教他教派における塗油
正教会の機密の一つにも同種のものがあり、｢聖傅機密｣（せいふきみつ）と呼ばれる。
聖公会では聖奠的諸式の一つとして「塗油｣（とゆ）があり、病人が希望するとき、司祭がこの式を行う。塗油には、主教が聖別した純粋のオリーブ油を用いる。司祭が油を聖別してもよい。
プロテスタントでも油を塗って神癒を祈ることがあるが、礼典やサクラメントではない。